# Castello di Oliveto

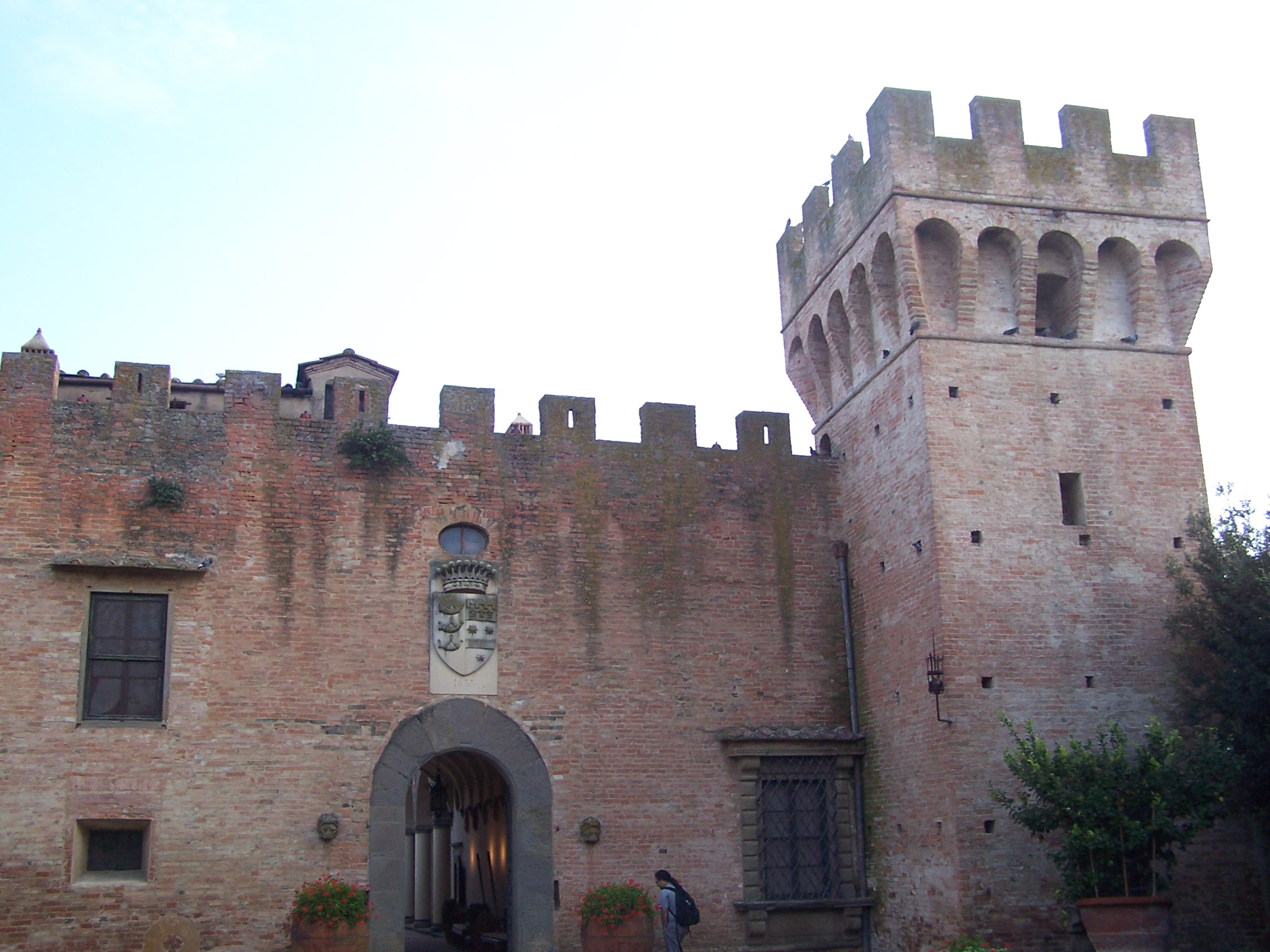
Fachada do Castello di Oliveto

O Castello di Oliveto é um palácio fortificado italiano que se encontra em Castelfiorentino, na Província de Florença.
O edifício consiste numa construção rectangular em tijolos com altos muros e quatro torreões coroados por merlatura, com torres sineiras e relógio. Foi construído pela família florentina dos Pucci, como casa de campo, no século XV. 
Acede-se ao castelo por um portão que dá acesso a um recinto e, daqui, a um pátio interno com loggia de quatro arcos e um belo poço de recolha da água pluvial. No interior conserva os móveis quatrocentistas, armas troféus e uma colecção de retratos executados do século XVI ao século XVIII.